# Лидија Склевицки
Лидија Склевицки (Загреб, 7. мај 1952 — Доња Добра, Делнице, 21. јануар 1990), хрватска феминисткиња, социолошкиња, етнолошкиња, публицисткиња, преводитељица и феминистичка теоретичарка. Ауторка је првих хрватских феминистичких студија и чланака из подручја историје, етнологије, антропологије и социологије, те прва у Хрватској која је истраживала друштвену историју жена – женски покрет и процес еманципације жена као дугорочног процеса културних промена.

## Биографија
Лидија Склевицки је рођена 1952. године у Загребу. Мајка Леа и отац Сергеј, инжењер, а који је са родитељима побегао из Санкт Петербурга после Октобарске револуције и на крају се настанио у Загребу, у свом дому су неговали грађанско, либерално васпитање. Са њима је била и бака (мамина мајка) Мерцедес, која је пресудно утицала на малу Лидију. Бринула је о Лидијином лепом држању и учењу страних језика, па је Лидија научила пет страних језика: енглески, немачки, италијански, француски и шпански. Лидија се школовала у родном граду, а магистрирала је социологију и етнологију 1976. године на Филозофском факултету у Загребу. Њена најближа другарица у студију била је Весна Пусић . Убрзо након дипломирања постаје асистент на Институту за повијест хрватског радничког покрета (данас Хрватски институт за повијест), гдје остаје до 1988. године када прелази у Институт за фолклористику (данас Институт за етнологију и Фолклорна истраживања). Постдипломске студије из области хуманистичких и друштвених наука, односно социологије културе, завршила је 1984. године, одбранивши магистарски рад „Жене и моћ – историјска генеза интереса“. Један од фокуса овог рада је критика традиционалног проучавања историје која занемарује женску перспективу. У историјској грађи покушала је да објасни активности жена пре, током и после Другог светског рата (НОП и социјалистичка револуција) и јаз између прокламоване еманципације и ограничења у остваривању права жена у СФР Југославији. Њена докторска дисертација „Еманципација и организација: Улога антифашистичког фронта жена у постреволуционарним променама у друштву (НР Хрватска 1945-1953)“ остала је недовршена због њене преране смрти. У својој докторској дисертацији показала је да је организација Антифашистички фронт жена (АФЖ) својим ратним заслугама, као и послератним заслугама у образовању и писмености, постала превише утицајна и као таква почела да смета Комунистичкој партији Југославије. Зато су прво почели да је исмевају, да је слабе, а на крају да је расформирају и уместо тога оснивају Конференцију за друштвену делатност жена – државну агенцију без чланства, која ће се бавити „женским питањем“.
Лидија Склевицки је погинула 21. јануара 1990. године у саобраћајној несрећи у Доњој Добри код Делница.

## Доприноси
Лидија Склевицки задужила је хрватску научну заједницу  отварањем нових подручја истраживања, пре свега политичког ритуала и антропологије жена. Године 1983. у сарадњи са Жараном Папић објављује збирку Антропологија жене, а 1987. године приређује зборник Жене и друштво, Култивирање дијалога. Покренула је и учествовала у бројним феминистичким акцијама. Једна је од оснивачица групе "Жене и друштво" (1979), и била је координаторка првог феминистичког скупа у Загребу одржаног крајем 70-их година 20. века.
Радила је као волонтер на првој СОС линији за злостављане жене и децу. Својим колумнама у женском часопису „Свијет” покренула је расправу о низу релевантних, понекад и контроверзних тема. Учествовала је на бројним научним скуповима у земљи и иностранству. Године 1988. наступила је као организатор на загребачкој конференцији „Савремена питања родне антропологије“. Објавила је више од 100 чланака и студија.
Поред научних, Склевицки је писала и популарне чланке, радила је као преводилац и уредник радио емисија. Била је и члан уређивачког одбора часописа за савремену историју као и међународног часописа Родна историја.

## Дела
- Ерика Јонг: Воће и поврће (превод) (Загреб, 1981)
- Антропологија жене, приредила Жарана Папић (Београд, 1983)
- Жене и друштво, Неговање дијалога (уредник) (Загреб, 1987).)
- Коњи, жене, ратови, одабрала и припремила Дуња Рихтман-Аугуштин (Загреб, 1996)